# Felix Kramer (Musiker)

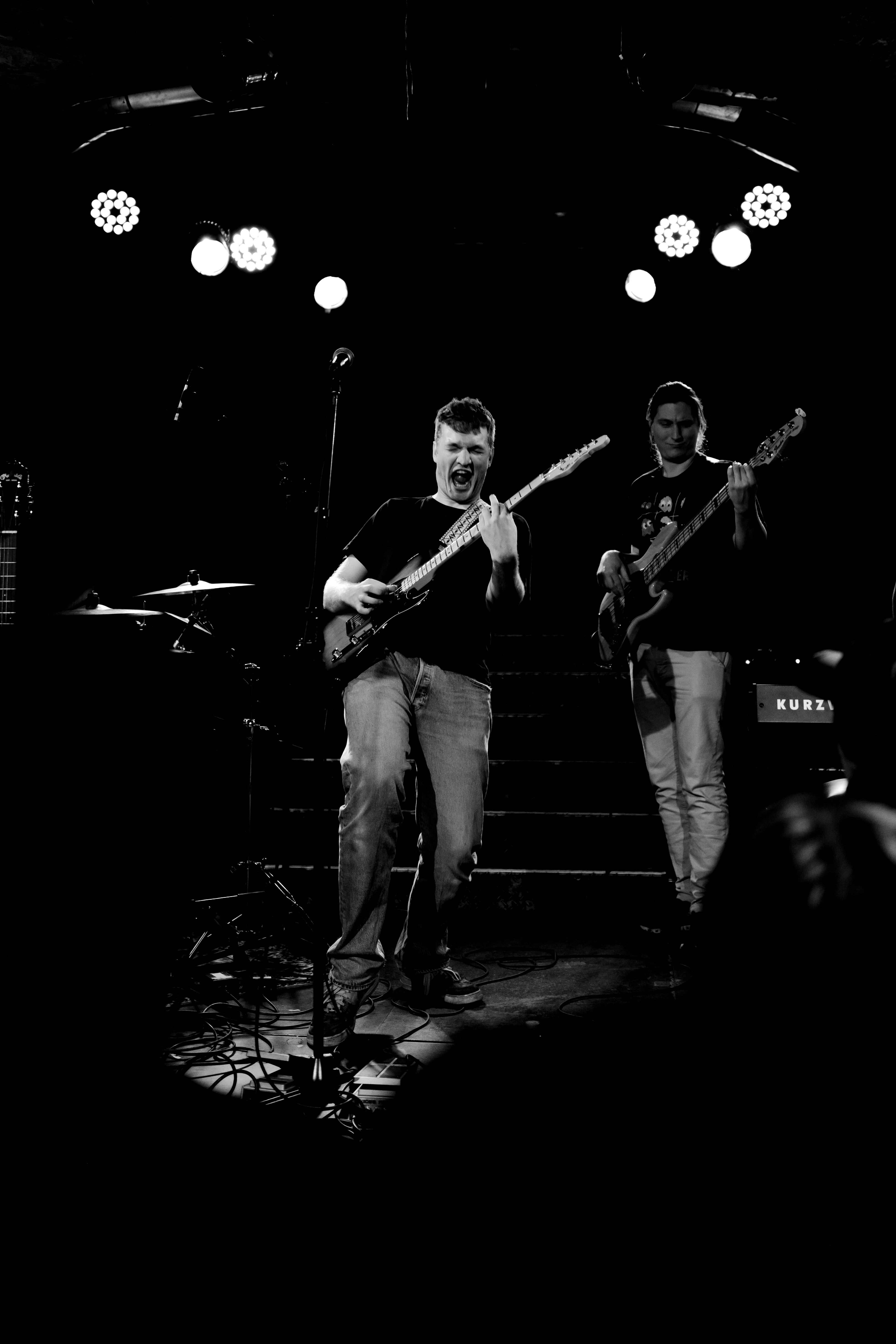
Kramer live im Milla Club in München, 2024

Felix Kramer (eigentlich Felix Pöchhacker, * 1994 in Wien) ist ein österreichischer Liedermacher und Singer-Songwriter.

## Werdegang
In seiner Jugend wollte Pöchhacker professioneller Basketballspieler werden und besuchte deshalb ein Sportgymnasium. Nach einem Unterarmbruch im Alter von 12 Jahren wechselte er an ein Musikgymnasium. Danach absolvierte er ein Studium in klassischer Konzertgitarre an der Musik und Kunst Privatuniversität der Stadt Wien und wurde dort unter anderem vom Gitarristen Michael Langer ausgebildet. Weiters besuchte er ausgewählte Fächer in Kompositionslehre und Jazztheorie.

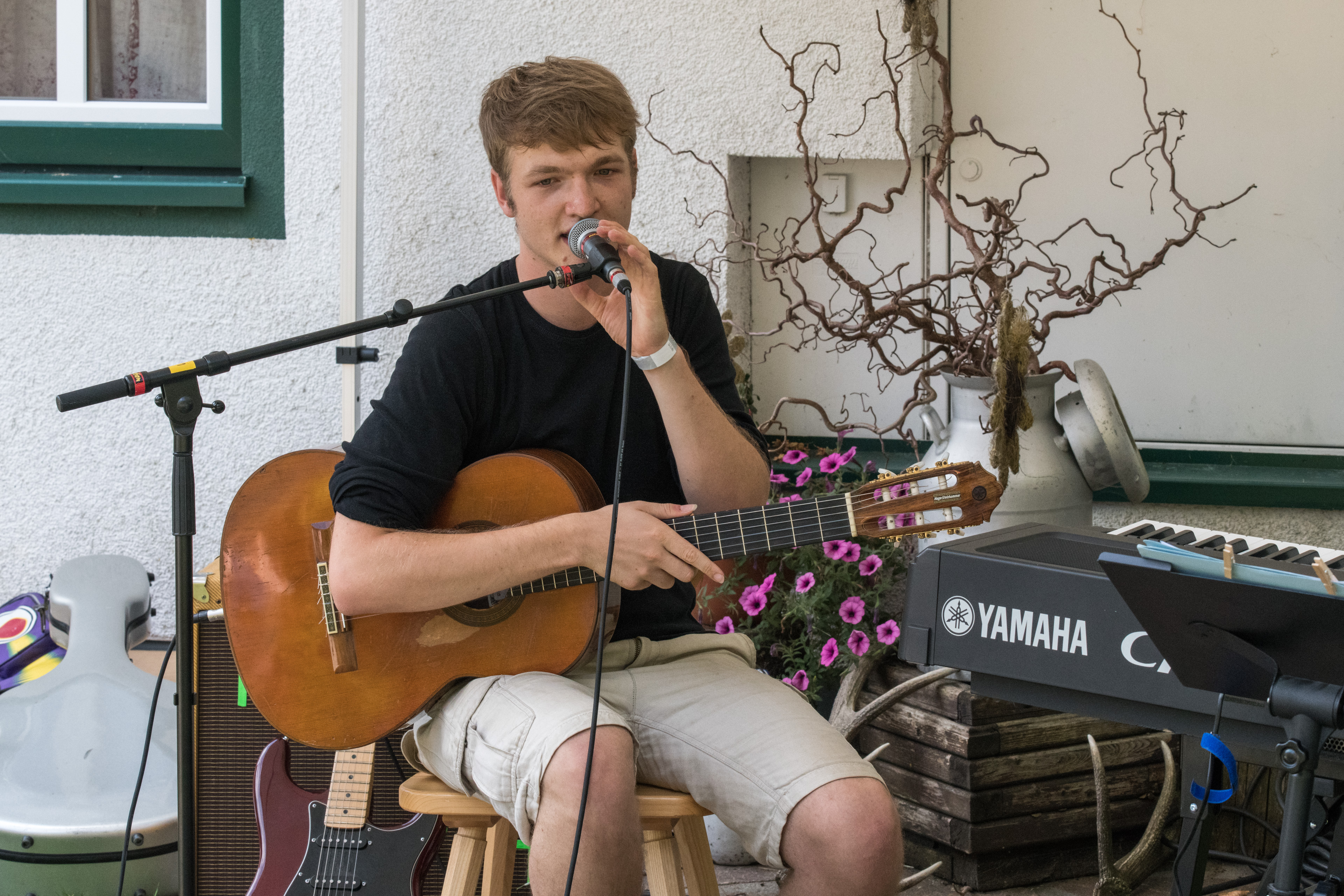
Felix Kramer in Gößl (2018)

Nach einigen, wenig erfolgreichen Projekten wie einer Ska-Band und einem elektronischen Noise-Projekt widmete sich Pöchhacker ca. 2017 seiner Karriere als Liedermacher. Dafür verwendet er anstatt seines bürgerlichen Namens den Nachnamen seiner Mutter, da Felix Kramer leichter merkbar sei und schöner klinge als Felix Pöchhacker. Nach erfolgreichen Auftritten und Wettbewerben veröffentlichte er im März 2018 seine erste, selbstbetitelte EP, welche von der Zeitschrift The Gap als eine der wichtigsten Veröffentlichungen im März 2018 in der Kategorie „Muttersprachenpop“ genannt wurde.
Am 21. September 2018 veröffentlichte er schließlich sein Debütalbum Wahrnehmungssache, welches alle Lieder der zuvor veröffentlichten EP enthält. Das Album wurde von Kritikern in höchsten Tönen gelobt und war für drei Wochen in den österreichischen Charts vertreten.

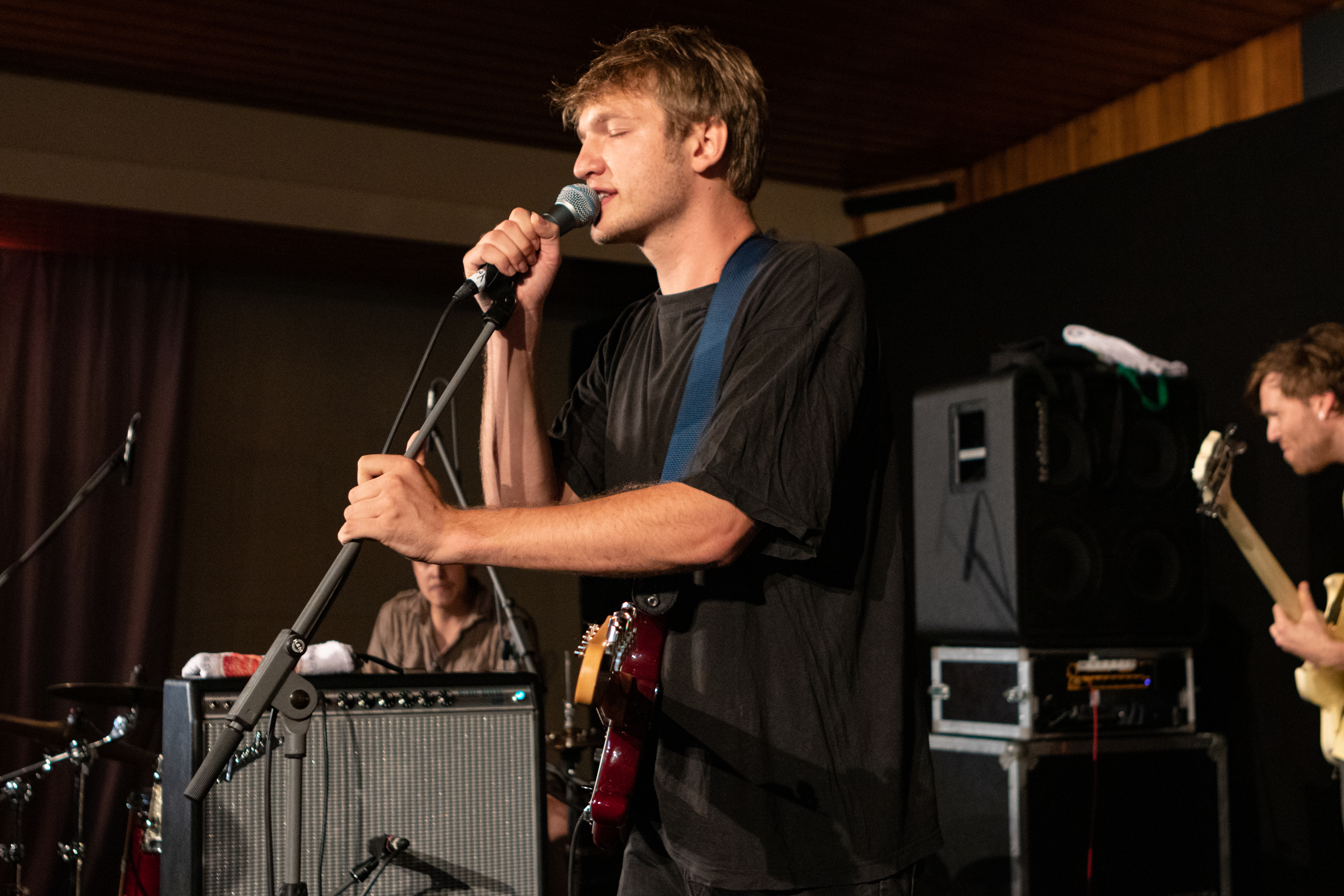
Felix Kramer am Haldern Pop Festival 2019

Zu Kramers Einflüssen zählen neben österreichischen Liedermachern wie Ludwig Hirsch auch Chansonniers wie Jacques Brel oder Singer-Songwriter wie Bob Dylan. Auch Leonard Cohen und die Band Element of Crime wurden von Kramer als Vorbilder genannt.
Kramer selbst beschreibt, dass er zu Beginn seiner Karriere dem typischen Bild eines Singer.Songwriters entsprechen wollte, etwa durch das Tragen von Lederjacken oder übermäßigen Alkoholkonsum. Im Jahr 2023 entschied sich Kramer, sich öffentlich als bisexuell/queer zu outen, was für ihn einen wichtigen Schritt in seinem persönlichen und beruflichen Leben darstellte, da er dadurch authentischer zu sich selbst stehen und auch als Vorbild für andere auftreten wollte.

## Diskografie

### Alben
- 2018: EP (EP)
- 2018: Wahrnehmungssache
- 2020: Alles gut
- 2023: Oh wie schön das Leben is

### Singles
- 2018: Es woa nix
- 2018: Wahrnehmungssache
- 2018: Vielleicht bist es eh du
- 2018: An deiner Schulter
- 2018: Trotzdem nix woan
- 2020: Nix zu spürn
- 2020: Red ma halt einfach was anderes
- 2020: Zeit
- 2022: Oh wie schön das Leben is
- 2023: Deine Gründe
- 2023: Er sagt, dass er sich bemüht

## Auszeichnungen
- Erster Preis in der Kategorie „Unplugged/Songwriting“ beim podium.wien Musikwettbewerb 2017[10]
- Nominierung für den FM4-Award bei den Amadeus Austrian Music Awards 2019